# Марголін Веніамін Савелійович
Веніамін Савелійович Марголін (Вениамин Савельевич Марголин, 12 січня 1922, Петроград — 19 березня 2009, Санкт-Петербург) — російський радянський трубач і музичний педагог, професор Санкт-Петербурзької консерваторії, заслужений артист РРФСР.

## Біографія
Грі на трубі почав вчитися з 11-річного віку під керівництвом соліста оркестру Ленінградського театру опери та балету І. М. Мещанчука-Чабана. Домігшись значного виконавської майстерності, Марголін був прийнятий в оркестр Кіровського театру (незважаючи на відсутність академічної освіти). У 1947 він вступив до Ленінградської консерваторії, де навчався у А. Н. Шмідта, а після його кончини — у М. С. Вєтрова.
З того ж року і до 1974 Марголін — соліст оркестру Ленінградської філармонії під керуванням Євгена Мравінського. За роки викладання в консерваторії виховав велику кількість трубачів — солістів провідних оркестрів та лауреатів міжнародних конкурсів.
У колі своїх колег і знайомих Веніамін Марголін був відомий також своїм поетичним даром. Були опубліковані кілька збірок його віршів.
Веніамін Марголін помер 19 березня 2009. 23 березня музикант, який прийняв в останні роки життя православ'я, був похований Смоленськом православному кладовищі в Санкт-Петербурзі.

## Нагроди
- Заслужений діяч мистецтв Російської Федерації
- Заслужений артист РРФСР (1963)